# Metal Allegiance (album)
Metal Allegiance – debiutancki album studyjny amerykańskiej supergrupy Metal Allegiance. Wydawnictwo ukazało się 18 września 2015 roku nakładem wytwórni muzycznej Nuclear Blast. Album dotarł do 143 miejsca listy Billboard 200 w Stanach Zjednoczonych sprzedając się w nakładzie 4,6 tys. egzemplarzy w przeciągu tygodnia od dnia premiery. Materiał był promowany teledyskami do utworów "Gift Of Pain", "Dying Song" i "We Rock".

## Lista utworów
Opracowano na podstawie materiału źródłowego.
1. "Gift of Pain" – 05:51
2. "Let Darkness Fall" – 07:00
3. "Dying Song" – 06:35
4. "Can't Kill the Devil" – 04:55
5. "Scars" – 05:29
6. "Destination: Nowhere" – 05:57
7. "Wait Until Tomorrow" – 06:15
8. "Triangulum (I. Creation/II. Evolution/III. Destruction)" – 07:44 (utwór instrumentalny)
9. "Pledge of Allegiance" – 06:17
10. "We Rock" (cover Dio) – 06:04

## Twórcy
Opracowano na podstawie materiału źródłowego.
Zespół Metal Allegiance w składzie
- David Ellefson – gitara basowa, produkcja muzyczna
- Mike Portnoy – perkusja, instrumenty perkusyjne, wokal wspierający, produkcja muzyczna
- Alex Skolnick – gitara rytmiczna, gitara prowadząca, produkcja muzyczna
- Mark Menghi – gitara basowa, produkcja muzyczna, producent wykonawczy

Dodatkowi muzycy
- Philip H. Anselmo – wokal prowadzący (3)
- Randy Blythe – wokal prowadzący, wokal wspierający (1, 2)
- Troy Sanders – wokal prowadzący (2)
- Chuck Billy – wokal prowadzący (4, 10)
- Mark Osegueda – wokal prowadzący (5, 9, 10)
- Cristina Scabbia – wokal prowadzący (5)
- Matt Heafy – wokal prowadzący (6), gitara prowadząca (6, 8)
- Doug Pinnick – wokal prowadzący (7)
- Chris Jericho – wokal prowadzący (10)
- Tim "Ripper" Owens – wokal prowadzący (10)
- Alissa White-Gluz – wokal prowadzący (10)
- Steve "Zetro" Souza – wokal prowadzący (10)
- Gary Holt – gitara prowadząca (1, 9, 10)
- Rex Brown – gitara basowa (2)
- Phil Demmel – gitara prowadząca (4, 8, 10)
- Andreas Kisser – gitara prowadząca (4, 9, 10)
- Jamey Jasta – wokal prowadzący (7)
- Misha "Bulb" Mansoor – gitara prowadząca (8)
- Ben Weinman – gitara prowadząca (8)
- Charlie Benante – gitara prowadząca (8, 9)
- Bumblefoot – gitara prowadząca (8)